# Gisèle Ansorge
Gisèle Ansorge, née le 9 février 1923 à Morteau dans le département du Doubs (France) et morte le 17 décembre 1993 à Étagnières (Suisse), est une écrivaine, cinéaste et auteure dramatique vaudoise.

## Biographie
Après des études de pharmacie, Gisèle Ansorge se passionne pour le cinéma et les films d'animation. Avec son mari Ernest Ansorge (dit Nag Ansorge), elle en réalise plusieurs courts métrages d'animation dont des séries télévisées pour les enfants (Si j'étais ... Si j'avais..., Ouvre grand tes yeux, Guillaume n'aie pas peur, Les rêveries de Zoé) avec Robi Engler et Nicole et Jean Perrin (Groupe NRJ).
Après s'être essayés à la technique des poupées animées (La Lutte contre la douleur, La Danseuse et le mendiant, Le Pont du diable), ils mettent au point ensemble un procédé original d'animation de sable, à partir de sable de quartz, une matière dont Gisèle Ansorge s'est également servie pour réaliser des tableaux,.
Sa carrière littéraire commence en 1958 par l'écriture de pièces de théâtre et de scénarios pour la télévision ainsi que de fables et de pièces radiophoniques. À partir des années 1980, elle explore également d'autres genres comme la nouvelle, le roman et le conte.
Son recueil de nouvelles, Le Jardin secret obtient le Prix de Fribourg en 1985. Prendre d'aimer se voit attribuer, sur manuscrit, le Prix Paul Budry 1987 ainsi que le Prix des auditeurs de la RSR en 1989. Un autre roman Les Tourterelles du Caire obtient le Prix Schiller 1992.
En 1987, elle reçoit un Hommage spécial Plans-Fixes.
Le 20 juin 2003, à l'occasion du dixième anniversaire de sa mort, une plaque commémorative est apposée en hommage sur la maison où elle a habité à Etagnières. Ses archives sont conservées par la Cinémathèque suisse.
En 2022, lors de son hommage au cinéma d'animation suisse, le festival international du film d'animation d'Annecy a consacré un programme aux films de sable de Gisèle et Nag Ansorge.
En 2024, le Musée Alexis Forel (Morges) a consacré une exposition au cinéma d'animation de sable. Intitulée "Grains de folie", cette exposition revient notamment sur le travail de Gisèle et Nag Ansorge.

## Filmographie[10]
- 1957: Pam et Poum
- 1958: La Danseuse et le mendiant
- 1959: Le Pont du diable
- 1967: Les Corbeaux
- 1969: Fantasmatic
- 1970: Alunissons
- 1970: Tempus
- 1975: Le Chat caméléon
- 1975: Smile 1, 2 & 3
- 1977: Anima
- 1979: Si j'étais... Si j'avais (13 × 6 min – Groupe NRJ – Cinegrafic Production)
- 1982: Das Veilchen
- 1984: Les Enfants de laine
- 1984: Ouvre grand tes yeux (13 × 6 min – Groupe NRJ – Cinegrafic Production)
- 1985: Ouvre grand tes yeux (13 × 3 min – prod. TSR et Groupe NRJ)
- 1986: Déclic (réal. Groupe NRJ – prod. PS vaudois)
- 1987: Alice, Patch & Crack (8 × 6 min pour TCS et bpa – Groupe NRJ)
- 1988: Le petit Garçon qui vola la lune
- 1988: Les Rêveries de Zoe (13 × 5 min pour TV – Groupe NRJ)
- 1990: Guillaume n’aie pas peur!
- 1991: Sabbat

## Romans et nouvelles[11]
- 1985 : Le Jardin secret - Éditions Plaisir de Lire.
- 1988 : Prendre d'aimer - Bernard Campiche Éditeur
- 1989 : Pierres malicieuses - Éditions des Terreaux
- 1991 : Les Tourterelles du Caire - Bernard Campiche Éditeur
- 1993 : Le jeu des nuages et de la pluie (recueil de contes) - Bernard Campiche Éditeur
- 1994 : Les Larmes du soleil - Bernard Campiche Éditeur

## Pièces de théâtre[12]
- 1958 : Délivrez-nous du mal ou Granit (Prix de l'Alliance des sociétés féminines suisses)
- 1961 : Deux femmes seules
- 1961 : Un disque oublié
- 1963 : Tout pour Flora
- 1964 : La famille ne portera pas le deuil
- 1964 : Module bonheur (Grand Prix Enghien)
- 1965 : Le roi et le prisonnier
- 1965 : Un diamant dans le gosier

## Pièces et fables radiophoniques
- 1962 : Un Homme si regretté
- 1964 : La Peau du lion

## Scénarios[3]
- 1968 : Faites-la chanter (pour la télévision)
- 1970 : Save the Kings (pour la télévision)
- 1972 : D'un jour à l'autre

## Sources
- « Gisèle Ansorge », sur la base de données des personnalités vaudoises sur la plateforme « Patrinum » de la Bibliothèque cantonale et universitaire de Lausanne.
- 37e Journées de Soleure, p. 348
- D. Jakubec, D. Maggetti, Solitude surpeuplée, p. 179
- R. Francillon, Histoire de la littérature en Suisse romande, t. 4, p. 432
- Mois théâtral, n° 284, mars/avril 1959
- Corinne Dallera et Nadia Lamamra, Du salon à l'usine vingt portraits de femmes, p. 277-288)
- François Conod, "Hommage à Gisèle Ansorge" Le Passe-muraille, 1994, no 11-12 mars, p. 5. [BCU/Doc. vaudoise/bs/2008/11/12]